# 聖潘克拉斯車站鋼琴

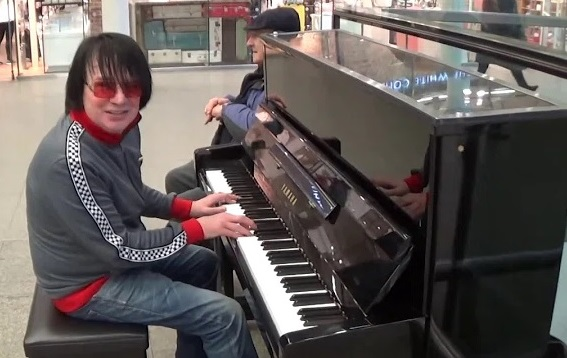
2019年，英國音樂人特里·邁爾斯使用聖潘克拉斯車站鋼琴彈奏歌曲

聖潘克拉斯車站鋼琴（英語：St Pancras railway station piano），是一台公共山葉直立式鋼琴，由英國歌手艾頓·莊捐贈給倫敦聖潘克拉斯車站，該車站是倫敦一個重要的交通樞紐。

## 歷史
2016年2月4日，莊在車站演奏一段混合曲，為他的專輯 《Wonderful Crazy Night》做宣傳。演出結束後，他將山葉鋼琴捐贈給車站，並在上面寫上「享受這台鋼琴。這是一份禮物。愛你，艾頓·莊。」的字樣。
自從捐贈以來，該鋼琴就對公眾開放，被業餘和專業的音樂人使用。它的出現吸引各種表演者，包括雅麗茜亞·姬絲、喬爾斯·霍蘭、約翰·傳奇、湯姆·奧德爾、謝夫·高拔林和洛·史超域，他們都曾彈奏過該鋼琴，經常引起公眾和媒體的關注。
而聖潘克拉斯車站鋼琴是英國公共鋼琴現象的一部分，受到藝術家盧克·傑拉姆的「演奏我，我是你的」裝置藝術影響，該計畫自2008年開始。

## 2024年公眾糾紛
2024年1月，該鋼琴引發一場公眾糾紛，事件的主角是英國的 YouTuber布倫丹·卡瓦納，他以K博士的網名和他的公共鋼琴演奏而出名。他在直播時，遇到一群舉著中華人民共和國國旗，聲稱是電視台工作人員的華人，他們跟他說：「我們很喜歡你的音樂」，但也要求他不要把他們的臉拍進影片裡，因為他們跟中國電視台有關係，怕影響他們的肖像權。K博士則反駁，在公共場所沒有隱私可言。這段影片引起全世界的關注，包括主流媒體。從1月20日開始，展示K博士與該群華人爭執的YouTube直播影片已經獲得了超過940萬的觀看次數。
1月23日，由於車站進行維修工作，這架鋼琴暫時被封鎖，公眾無法彈奏。1月24日，聖潘克拉斯車站的管理部門宣布，鋼琴已經被移動到至封鎖區域的附近，公共鋼琴演奏區域已經恢復。 